# Ola Vigen Hattestad
Ola Vigen Hattestad, norveški smučarski tekač, * 19. april 1982, Askim, Østfold, Norveška.
Spremljevalec Katje Višnar je na smučeh nesporni kralj šprinta z osmimi zmagami na tekmah za svetovni pokal. Na velikih tekmovanjih je v šprinterskih preizkušnjah do sedaj osvojil dve zlati kolajni (šprint posamezno in šprint ekipno) na svetovnem prvenstvu 2009 v Liberecu (Češka) in srebrno kolajno (šprint ekipno) na svetovnem prvenstvu 2011 v Oslu. Leta 2009 je v sprinterski razvrstitvi svetovnega pokala osvojil tudi mali kristalni globus. Bil je tudi udeleženec dveh olimpijad (Zimske olimpijske igre 2006 in Zimske olimpijske igre 2010).